# Philosophisch-Theologische Hochschule Dillingen
Die Philosophisch-Theologische Hochschule Dillingen entstand 1923 in Dillingen an der Donau aus einem Dillinger Lyzeum, das katholische Geistliche ausbildete. 1971 wurde die Hochschule aufgelöst und als Katholisch-Theologische Fakultät in die neu gegründete Universität Augsburg eingegliedert.

## Zur Geschichte
Die Wurzeln der Philosophisch-Theologischen Hochschule Dillingen reichen bis in das 16. Jahrhundert zurück. 1549 wurde das Collegium St. Hieronymi, auch „Collegium Litterarum“ genannt, durch den Augsburger Bischof Kardinal Otto Truchseß von Waldburg in der bischöflichen Residenzstadt Dillingen an der Donau gegründet und 1551 zur ersten dauerhaften Universität im heutigen bayerischen Regierungsbezirk Schwaben erhoben.
1563 wurde die Universität Dillingen vom Jesuitenorden übernommen. Dieser wurde 1773 aufgehoben, und die Universität Dillingen wurde dem Landesherrn, dem Augsburger Fürstbischof Clemens Wenzeslaus von Sachsen, unterstellt.
Im Zuge der Säkularisation und der Angliederung des reichsunmittelbaren Hochstifts Augsburg an Bayern 1802/03 wurde die Universität Dillingen im Jahr 1803 von dem neuen Landesherrn, dem bayerischen Kurfürsten Maximilian IV. Joseph, dem späteren bayerischen König Maximilian I., aufgehoben und zur Ausbildung katholischer Geistlicher in ein Lyzeum mit akademischem Rang umgewandelt. Anders als die Universitäten mit mindestens vier Fakultäten (Philosophie, Theologie, Jura, Medizin) bestanden die Lyzeen in Amberg, Bamberg, Dillingen, Freising, Passau und Regensburg als philosophisch-theologische Spezialschulen in der Regel nur aus einer philosophischen und einer theologischen Abteilung.
1923 erhielten die staatlichen Lyzeen in Bamberg, Dillingen, Freising, Passau und Regensburg offiziell die schon seit längerer Zeit verwendete Bezeichnung „Hochschule“ bzw. „Philosophisch-Theologische Hochschule“. So wurde auch das Lyzeum in Dillingen in „Philosophisch-Theologische Hochschule Dillingen“ umbenannt. Sie bildete die Geistlichen der Diözese Augsburg wie zuvor ohne Promotions- und Habilitationsrecht heran.
Die ab 1933 von den Nationalsozialisten durchgeführten Gleichschaltungsmaßnahmen hatten an den philosophisch-theologischen Hochschulen trotz massiver Repressionen wenig Erfolg, jedoch wurden sie im Wintersemester 1939/40 geschlossen.
Nach 1945 wurde Dillingen wie die anderen Philosophisch-Theologischen Hochschulen wiedereröffnet. Sie sollten die teilweise zerstörten Landesuniversitäten in München, Würzburg und Erlangen entlasten. Insbesondere wegen des fehlenden Promotions- und Habilitationsrechts verloren sie aber an Attraktivität, so dass sie im Zuge der Bildungsreformen der 1970er Jahre entweder geschlossen (Freising) oder in die neu gegründeten Universitäten (Passau, Bamberg, Regensburg, Augsburg, Eichstätt) integriert wurden.
Auf diese Weise wurde die Phil.-Theol. Hochschule Dillingen im April 1971 als Katholisch-Theologischer Fachbereich der 1970 gegründeten Universität Augsburg angegliedert.
In den Gebäuden der Philosophisch-Theologischen Hochschule Dillingen wurde 1971 die Akademie für Lehrerfortbildung eingerichtet, die 1996 in Akademie für Lehrerfortbildung und Personalführung umbenannt wurde. Die Akademie untersteht direkt dem Bayerischen Staatsministerium für Unterricht und Kultus.

## Bekannte Professoren
- Walter Brandmüller (* 5. Januar 1929 in Ansbach), Dr. theol., Prof. für Kirchengeschichte 1969–1971
- Peter Dausch (1864–1944), Exeget, Buchautor und Professor der Theologie, wirkte von 1903 bis 1930 in Dillingen und starb dort als Emeritus 1944.
- Ernst Deuerlein (1918–1971), Dr. phil., 1964–1970 o. Professor für Geschichte und Kunstgeschichte an der PTH Dillingen, für Wirtschafts- und Sozialgeschichte an der WiSo-Fakultät der Universität Erlangen-Nürnberg und für Neuere und Neueste Geschichte an der Ludwig-Maximilians-Universität München
- Adolf Eberle (1886–1976), Professor Dr. phil., Dr. theol., Monsignore, Bischöflich-Geistlicher Rat, 1931–1947 Rektor
- Hermann Lais (1912–2010), Dr. theol., ab 1953 Professor für Dogmatik und Apologetik (Fundamentaltheologie), 1961 Rektor, Gründungsdekan der Katholisch-Theologischen Fakultät der Universität Augsburg
- Franz Machilek (1934–2021), Leiter des Staatsarchivs Bamberg und Honorarprofessor an der Universität Bamberg.
- Rudolf Schnackenburg (1914–2002), 1952–1955 Professor für Neutestamentliche Exegese
- Alfred Schröder (1865–1935), Professor für Geschichte und Kunstgeschichte
- Bernhard Schöpf (1907–1997), letzter Hochschulrektor in Dillingen
- Friedrich Zoepfl (1885–1973), Dr. theol., ab 1930 Lehrtätigkeit an der PTH Dillingen, 1945–1953 o. Professor für Geschichte und Kunstgeschichte[4]
- Georg Pfeilschifter-Baumeister (1901–1980), zusammen mit Eberle, Zoepfl, Schröder und Dausch Unterzeichnung des Aufrufs für Hitler vom 11. November 1933[5]
- Adolf Wilhelm Ziegler (1903–1989), außerordentlicher Professor für Kirchengeschichte 1945–1948

## Bekannte Studenten
- Maximilian Forschner (* 19. April 1943 in Reichling), Philosoph, von 1962 bis 1967 katholische Theologie an der PTH Dillingen
- Ludwig Gschwind (* 1940 in Nördlingen), Dekan im Dekanat Krumbach, Studium der Philosophie und Theologie an der PTH Dillingen
- Sebastian Kneipp (1821–1897), Priester und Hydrotherapeut, 1848 Studium der Theologie
- Franz-Martin Schmölz O.P. (1927–2003), Katholischer Sozialethiker und Rechtsphilosoph, 1947–1949 Studium der Philosophie, Theologie und Politischen Wissenschaft in Dillingen